# I segugi
I segugi (사냥개들?, SanyanggaedeulLR) è una serie televisiva sudcoreana distribuita su Netflix il 9 giugno 2023 e tratta dall'omonimo webtoon di Jeong Chan. Nel 2024 è stata confermata per una seconda stagione.

## Trama
Geon-woo e Woo-jin, due giovani pugili,  si alleano con il benevolo usuraio Tae-ho per sbarazzarsi di Kim Myeong-gil, uno spietato strozzino che prende di mira coloro che disperano di avere denaro.

## Episodi
| Stagione       | Episodi | Anno di pubblicazione |
| -------------- | ------- | --------------------- |
| Prima stagione | 8       | 2023                  |

## Riconoscimenti
- Korean Drama Award[4]
  - 2023 – Premio all'eccellenza (attori) a Lee Sang-yi